# Seifner

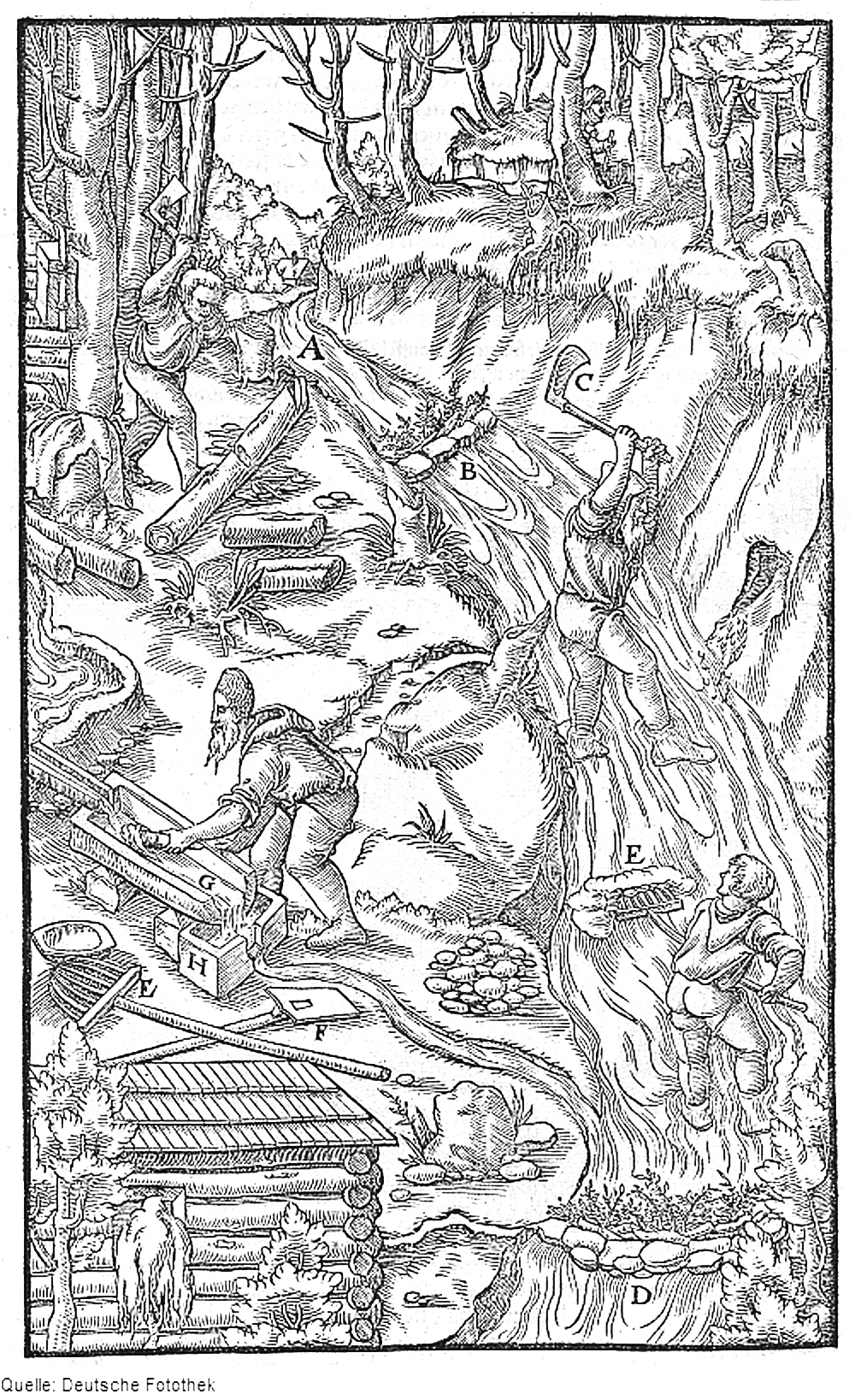
Seifner bei der Arbeit, Darstellung bei Agricola (1580)

Ein Seifner (auch Seifer) ist ein Bergmann, der Seifenlagerstätten abbaut. Sein wichtigstes Gezähe ist die vielzinkige Seifengabel, eine Art Rechen.
Die Tätigkeit wird als Seifnen, ein so betriebenes Bergwerk als Seifenwerk bezeichnet. Hauptsächlich werden Zinn- und Goldseifen geseifnet. Während die Zinnseifen heute weltweit weitgehend ausgebeutet sind, ist das Seifnen von Gold immer noch verbreitet. Umgangssprachlich wird es als Goldwaschen bezeichnet.
Beim Seifnen von Zinn machte es die Seifengabel möglich, die Erzgraupen von taubem Gestein und Erde zu trennen. Dies geschah häufig in der Form, dass die Zinnseifner in einem steilen Bachlauf oder künstlich angelegten Wassergraben ein Klärbecken („Läuterhobel“) anlegten, in das das zinnhaltige Material geworfen wurde. Im Wasser löste sich der Schlamm, während das schwere Gestein am Grund des Beckens liegen blieb. Dieses wurde nach dem Ablassen des Wassers geborgen und durchgesiebt. Das Zinnerz („Seifenzinn“ oder „Zinngraupen“) konnte dann in die Zinnschmelze gebracht werden. Bei dem Durchsieben entstanden Halden, „Raithalden“ genannt.
Johann Heinrich Zedler schreibt, Seifner sei „auf bergwercken einer, der in seifenwercken arbeitet“. Thomas Wagner betont in seinem 1791 erschienenen Werk Corpus iuris metallici recentissimi et antiquioris, ein Seifner sei der Inhaber eines Seifenwerkes.
Bäche, die zum Seifnen genutzt wurden, erhielten auch den Namen, der an diese Nutzung des Gewässers lange Zeit erinnerte. So gibt es im Westerzgebirge in der Gemarkung von Schönheide die beiden in die Zwickauer Mulde fließenden Bäche mit den Namen „Schlingen Seyfen“ und „Geyer Seyfen“ und in Johanngeorgenstadt den Seifenbach.